# Juan Guitarte
Juan Guitarte Rivera (La Iglesuela del Cid, 1722 - Osuna, 1785) fue un compositor y maestro de capilla español.

## Vida
Juan Guitarte Rivera nació en La Iglesuela del Cid, un pequeño pueblo actualmente en la provincia de Teruel. De niño se trasladó a Zaragoza, donde pasó a formar parte de los infantes del coro de la capilla de música de la Basílica del Pilar, bajo la dirección del maestro Luis Serra. A los doce años comenzó a estudiar composición con Serra, habilitándose además en órgano y arpa.
En 1739 se presentó a las oposiciones para el magisterio y la organistía de la Catedral de Barbastro, sin éxito. Y a pesar de no conseguir el cargo, acabó con la misma puntuación que el elegido.
En septiembre de 1742 solicitó el cargo de arpista de la Capilla Real de Granada, haciendo constar que tocaba el órgano y el clave, instrumento que posteriormente tocaría a menudo en la Capilla Real. No fue admitid hasta abril de 1743, pero como arpista segundo. Desde por lo menos 1745 lo combinaba con las obligaciones de organista segundo y en 1750 fue nombrado arpista primero. Tras la marcha de Juan Martínez Martí, Pedro de Rivera se encargó de forma interina del cargo, mientras el cabildo organizaba unas oposiciones. Como jueces se eligió a Antonio Navarro, maestro de la Colegiata de San Salvador de Granada, y Juan Guitarte. Se presentaron como candidatos Domingo Graell y Pedro Furió, maestro de diversas catedrales, pero que había sido desterrado por los obispos de Málaga y el de Jaén. El examen de Furió fue impecable y el de Graells tan desastroso que el mismo compositor pidió a los examinadores que no publicases sus resultados para salvaguardar su honor. La decisión fue muy complicada, ya que si bien Furió era un compositor de gran talento, su conflictividad le precedía. Finalmente, Furió fue nombrado el 9 de septiembre de 1755, pero ocho meses después, el 20 de abril de 1756, fue desterrado de Granada y confinado en Valencia «de orde de la superioridad», sin que se conozcan las razones de tan grave sanción.
En octubre de 1756 fue nombrado maestro de capilla interino tras la jubilación de Pedro de Rivera y la partida del conflictivo Pedro Furió.

[...] capilla real, con todas las facultades y regalías de este magisterio, ya que el anterior, don Pedro de Rivera, por su edad y achaques, no era capaz de sujetar a los músicos.
Actas capitulares de la Capilla Real de Granada, 1 de octubre de 1756

En mayo de 1757 se organizaron las oposiciones para ocupar la vacante del magisterio de la Capilla Real de Granada. Se presentaron como candidatos Juan Antonio de León, Alonso Ramírez de Arellano, Antonio Caballero, Domingo Graell y Juan Guitarte. Como examinador se contrató a Manuel de Osete, maestro electo de la Catedral de Granada, que no había sido nombrado a falta del informe de limpieza de sangre. Osete aprobó a Graell, Caballero y Arellano, dándolos como aptos para el cargo, suspendiendo en cambio a Guitarte y a León. Sin embargo, el secretario leyó un memorial con los méritos de Guitarte: sus estudios con uno de los más famosos maestros de capilla de España, Luis Serra, sus oposiciones a varios magisterios y sus largos años de servicio a la Capilla Real, «con la fortuna de no haber en todo este tiempo dado motivo a la más leve reprehensión». Guitarte salió ganador de la elección del cabildo por nueve votos y Caballero segundo por siete. Era obligación del cabildo presentar dos candidatos al rey, Fernando VI, por lo que se propusieron los dos primeros por ese orden.
El 23 de septiembre se leyó la respuesta del secretario del Consejo de la Cámara, nombrando a Caballero. El secretario añadía en su escrito «Y también ha resuelto su Majestad se prevenga Vuestra Señoría, como de su real orden lo ejecutó, que en adelante proceda Vuestra Señoría con arreglo y justicia en sus oposiciones.» El cabildo, alarmados por estas palabras, decidieron indagar las razones y decidieron que se debió a intrigas de Osete, que «con poca reflexión y llevando adelante su empeño por don Antonio Caballero» había presionado en la corte por su candidato. A pesar de las gestiones del cabildo, la decisión real fue confirmada por real cédula el 4 de septiembre de 1757. Guitarte, que se había trasladado a Madrid para protestar por la decisión, renunció en octubre de 1757 a sus cargos en Granada argumentando una enfermedad, instalándose en Madrid.
En 1766 ganó las oposiciones a la organistía de la Colegiata de Osuna. El cargo, que había estado vacante desde la muerte de Francisco de Madroñal en 1762, fue confirmado por el duque de Osuna, Pedro Zoilo Téllez-Girón y Pérez de Guzmán. Permaneció como organista primero en Osuna hasta su fallecimiento en 1785.

## Obra
No se han conservado composiciones de Guitarte.